# European Solar Telescope

Institutele membre ale Asociației Europene pentru Telescoape Solare provin din 15 țări diferite.

European Solar Telescope (EST) (în română Telescopul Solar European) este un proiect paneuropean de construire a unui telescop solar de 4 metri de generație următoare, care va fi amplasat la Observatorul Roque de los Muchachos din Insulele Canare, Spania. Acesta va utiliza instrumente de ultimă generație cu o rezoluție spațială și temporală ridicată, care pot produce în mod eficient informații spectrale bidimensionale pentru a studia cuplajul magnetic al Soarelui între fotosfera profundă și cromosfera superioară. Acest lucru va necesita diagnosticarea proprietăților termice, dinamice și magnetice ale plasmei pe mai multe scări de înălțime, prin utilizarea imagisticii cu lungimi de undă multiple, a spectroscopiei și a spectropolarimetriei.
Proiectul EST va pune un accent deosebit pe utilizarea simultană a unui număr mare de instrumente în domeniul vizibil și în infraroșu apropiat, îmbunătățind astfel eficiența fotonică și capacitățile de diagnosticare în comparație cu alte telescoape solare terestre sau spațiale existente sau propuse. În mai 2011, EST se afla la finalul studiului de proiectare conceptuală.
EST este dezvoltat de către  European Association for Solar Telescopes (EAST) (în română Asociația Europeană pentru Telescoape Solare), care a fost înființată pentru a asigura continuitatea fizicii solare în cadrul comunității europene. Principalul său obiectiv este de a dezvolta, construi și opera EST. Telescopul Solar European este adesea considerat ca fiind omologul Telescopului Solar American Daniel K. Inouye, a cărui construcție s-a încheiat în noiembrie 2021.

## Studiu de proiectare conceptuală
Studiul de proiectare conceptuală realizat de instituții de cercetare și companii industriale a fost finalizat în mai 2011, a durat 3 ani, a costat 7 milioane de euro și a fost cofinanțat de Comisia Europeană în cadrul celui de-al șaptelea program-cadru de cercetare al UE (PC7). Studiul estimează un cost de 150 de milioane de euro pentru proiectarea și construcția EST și prevede aproximativ 6,5 milioane de euro anual pentru funcționarea acestuia.

## Parteneri
Asociația Europeană pentru Telescoape Solare (EAST) este un consorțiu format din 7 instituții de cercetare și 29 de parteneri industriali din 15 țări europene, care există cu scopul, printre altele, de a întreprinde dezvoltarea EST, pentru a menține Europa la granița fizicii solare în lume. De asemenea, EAST intenționează să dezvolte, să construiască și să opereze un Telescop Solar European (EST) de generație următoare cu deschidere mare în Observatorul Roque de los Muchachos, Canare, Spania.
| Institutul | Institutul                                                | Localizare                                            | Localizare                  |
| ---------- | --------------------------------------------------------- | ----------------------------------------------------- | --------------------------- |
| IGAM       | Institutsbereich Geophysik, Astrophysik und Meteorologie  | Austria                                               | Graz, Austria               |
| HVO        | Hvar Observatory                                          | Croația                                               | Hvar, Croația               |
| AIASCR     | Astronomical Institute AS CR                              | Cehia                                                 | Ondřejov, Republica Cehă    |
| THEMIS     | THEMIS S.L., INSU-CNRS, CNR                               | Franța                                                | Paris, Franța               |
| KIS        | Kiepenheuer-Institut für Sonnenphysik                     | Germania                                              | Freiburg, Germania          |
| HSPF       | Hungarian Solar Physics Foundation                        | Ungaria                                               | Gyula, Ungaria              |
| INAF       | Istituto Nazionale di Astrofisica                         | Italia                                                | Roma, Italia                |
| UU         | Utrecht University, Sterrenkundig Instituut               | Țările de Jos                                         | Utrecht, Țările de Jos      |
| ITA        | Institute for Theoretical Astrophysics                    | Norvegia                                              | Oslo, Norvegia              |
| IA UWr     | Astronomical Institute of the Wroclaw University          | Polonia                                               | Wroclaw, Polonia            |
| AISAS      | Astronomical Institute of the Slovak, Academy of Sciences | Slovacia                                              | Tatranská Lomnica, Slovacia |
| IAC        | Instituto de Astrofísica de Canarias                      | Spania                                                | La Laguna, Canare, Spania   |
| SU         | Institute for Solar Physics                               | Suedia                                                | Stockholm, Suedia           |
| IRSOL      | Istituto Ricerche Solari                                  | Elveția                                               | Locarno, Elveția            |
| UCL-MSSL   | University College London - MSSL                          | Regatul Unit al Marii Britanii și al Irlandei de Nord | Londra, Regatul Unit        |